# Stazione di Sasso (FAC)
La stazione di Sasso è stata una fermata ferroviaria posta lungo la linea a scartamento ridotto Arezzo-Fossato di Vico. Era a servizio della località Sasso, nel territorio comunale di Anghiari, in un'area prevalentemente rurale al confine tra Toscana ed Umbria, .

## Storia
Come le altre stazioni della linea, la fermata cessò di operare il 22 maggio 1945, a seguito dei danni provocati alla ferrovia dai bombardamenti della Seconda guerra mondiale.
L'impianto, di modeste dimensioni, è strutturato su due livelli e si presenta attualmente diroccato ed in stato di abbandono. Tuttavia, è ancora presente e ben leggibile l'indicazione del nome della fermata, scritto in lettere capitali di ceramica blu. 